# Гутыревка (Харьковская область)
Гутыревка (укр. Гутирівка) — село,
Рояковский сельский совет,
Кегичёвский район,
Харьковская область, Украина.
Код КОАТУУ — 6323184803. Население по переписи 2001 года составляет 214 (103/111 м/ж) человека.

## Географическое положение
Село Гутыревка находится на правом берегу реки Вшивая, выше по течению на расстоянии в 2 км расположено село Крутояровка, на противоположном берегу расположены сёла Александровка и Рояковка.
Река в этом месте пересыхает.
По селу протекает пересыхающий ручей з запрудами.

## Происхождение названия
На территории Украины 2 населённых пункта с названием Гутыревка.

## История
- 1750 — дата основания.

## Экономика
- Молочно-товарная ферма.

## Объекты социальной сферы
- Клуб.